# Asarum caucasicum
Asarum caucasicum là một loài thực vật có hoa trong họ Aristolochiaceae. Loài này được (Duch.) N.Busch mô tả khoa học đầu tiên năm 1909.